# Biến cố (lý thuyết xác suất)
Trong lý thuyết xác suất, một biến cố (event) là một tập các kết quả đầu ra (outcomes) (hay còn gọi là một tập con của không gian mẫu) mà tương ứng với nó người ta sẽ gán kèm với một số thực (hay còn gọi là một xác suất).  Thông thường, nếu không gian mẫu là hữu hạn, thì bất kì tập con nào của không gian mẫu cũng được xem là một biến cố. Tuy nhiên, điều này không đúng trong trường hợp không gian mẫu là vô hạn, đáng chú ý là khi đầu ra của một phép thử (experiment) là một số thực. Vì thế, khi định ra một không gian xác suất, nếu có thể, người ta thường tìm cách loại bỏ các tập con của không gian mẫu mà không được xem là biến cố.

## Ví dụ
Nếu ta dùng một bộ bài gồm có 52 lá, và thực hiện việc rút ra một lá từ bộ bài, như vậy có tất cả 52 khả năng đầu ra hay ta nói không gian mẫu là tập hợp 52 phần tử.  Một biến cố, là một tập con của không gian mẫu, kể cả tập cơ sở (chỉ chứa một phần tử) và cả không gian mẫu. Như vậy, ta có một vài biến cố:

Sơ đồ Venn của một biến cố. B là không gian mẫu và A là một biến cố.
Tính theo tỉ lệ diện tích, xác suất của A xấp xỉ bằng 0.4.

- "Rút ra lá bài vừa đỏ vừa đen cùng một lúc" (0 phần tử),
- "Lá bài rút ra là con 5 cơ" (1 phần tử),
- "Lá bài rút ra là con Già" (4 phần tử),
- "Lá bài rút ra là một lá bài" (52 phần tử).

Vì mọi biến cố đều là các tập hợp, chúng thường được biểu diễn dưới dạng liệt kê (ví dụ: {1, 2, 3}), và dùng sơ đồ Venn để minh họa.

## Biến cốtrong không gian xác suất
Việc liệt kê các tập con của không gian mẫu chỉ phù hợp khi số đầu ra là hữu hạn. Trong nhiều phân bố xác suất chuẩn, ví dụ phân bố chuẩn, thì không gian mẫu là tập con của tập các số thực. Nên việc quy định xác suất tương ứng cho mọi tập  con của tập số thực là không khả thi. Vì thế, việc giới hạn sự tập trung vào một số biến cố nhất định là cần thiết.
Trong mô tả của lý thuyết ước lượng chung của không gian xác suất, một biến cố có thể được định nghĩa là một phần tử của một σ-đại số được chọn ra của các tập con của không gian mẫu.  Dưới quan điệm này, tập con nào của không gian mẫu mà không phải là một phần tử của σ-đại số thì không được coi là một biến cố, và hiển nhiên là sẽ không có xác suất tương ứng.

## Quy ước ký hiệu
Mặc dù các biến cố là các tập con của một không gian mẫu Ω, chúng thường được viết dưới dạng công thức mệnh đề (propositional formula) có chứa các biến ngẫu nhiên. Ví dụ, nếu X là một biến ngẫu nhiên giá trị thực được định nghĩa trên không gian mẫu Ω, thì biến cố
{\displaystyle \{\omega |u<X(\omega )\leq v\}\,}
có thể được viết đơn giản là,
{\displaystyle u<X\leq v\,.}
Cái này được dùng phổ biến trong các công thức xác suất, như
{\displaystyle P(u<X\leq v)=F(v)-F(u)\,.}